# Stahovica
Stahovica is een plaats in Slovenië en maakt deel uit van de gemeente Kamnik in de NUTS-3-regio Osrednjeslovenska. De plaats telde 181 inwoners op 1 januari 2020.